# 2 de maig
El 2 de maig és el cent vint-i-dosè dia de l'any del calendari gregorià i el cent vint-i-tresè en els anys de traspàs. Queden 243 dies per finalitzar l'any.

## Esdeveniments
Països Catalans
- 1885 - Barcelona: Es crea l'Acadèmia de Ciències, Arts i Oficis per a la Dona, fundada per Clotilde Cerdà i Bosch, per prestar formació professional, científica i artística a les dones.[1]

Resta del món
- 1668, Aquisgrà, Sacre Imperi Romanogermànic: se signa el Tractat d'Aquisgrà.
- 1715 - Berlín: Jordi I de la Gran Bretanya (elector de Hannover) es va aliar amb el Regne de Dinamarca i Noruega a canvi que Verden-Bremen fos cedit a l'Electorat de Hannover en el Tractat de Berlín de 1715. Al mateix temps, aquests dos s'alien amb la coalició russo-prussiana que s'havia establer al Tractat de Schwedt en el curs de la Gran Guerra del Nord.
- 1803 - Estats Units - França: se signa la Compra de Louisiana pels dos països per 15 milions de dòlars.[2]
- 1808, Madrid: s'hi produeix un aixecament del 2 de maig contra les forces napoleòniques del Primer Imperi Francès que desencadena la Guerra del Francès. El mateix dia els alcaldes de Móstoles signen el ban dels alcaldes de Móstoles.[3]
- 1813, Lützen (Saxònia, Alemanya): l'exèrcit napoleònic venç en la batalla de Lützen de 1813 contra la Sisena Coalició a les Guerres Napoleòniques.
- 1866, El Callao (Perú): es produeix el combat naval del Callao, durant la guerra hispanosudamericana.
- 1879, Madrid: Pablo Iglesias impulsa la fundació del Partido Socialista Obrero Español. a la taverna Casa Labra de Madrid.[3]
- 1945, Berlín, Alemanya: la ciutat és ocupada per les tropes soviètiques.
- 1947, Finalització de la Constitució de l'Imperi del Japó (Kyūjitai: 大日本帝國憲法 Shinjitai: 大日本帝国憲法 , Dai-Nippon Teikoku Kenpō?), més coneguda com la Constitució Imperial o Constitució de Meiji, que fou la llei fonamental de l'Imperi del Japó del 29 de novembre de 1890 fins al 2 de maig de 1947, entrà en vigor després de la Restauració Meiji, i establí una monarquia constitucional basada en el model prussià.[4]
- 1953, Amman, Jordània: Hussein ibn Talal, rei efectiu del país des del passat 11 d'agost, ocupa el tron en complir 18 anys.
- 1968, París, França: s'hi produeixen les manifestacions estudiantils conegudes com el "Maig francès".[5]
- 1982, a prop de les illes Malvines: durant la guerra de les Malvines, el submarí nuclear britànic HMS Conqueror enfonsa el creuer argentí ARA General Belgrano.
- 1997, Oviedo, Astúries, Espanya: l'equip científic del Jaciment arqueològic d'Atapuerca obté el Premi Príncep d'Astúries d'Investigació Científica i Tècnica.
- 2011, Abbottabad, Pakistan: Ossama bin Laden és assassinat per un equip dels SEAL de l'exèrcit dels Estats Units

## Naixements
Països Catalans
- 1754 - València: Vicent Martín i Soler, compositor valencià del classicisme (m. 1806).[6]
- 1815 - Sant Julià de Vilatorta: Felip Benessat i Bayés, farmacèutic, químic, taxidermista i sacerdot català (m. 1878).[7]
- 1853 - Palma, Mallorca: Antoni Maura, polític espanyol (m. 1925).[8]
- 1867 - Sabadell: Manuel Folguera i Duran, polític i enginyer català (m. 1951).[9]
- 1883 - Prats de Lluçanès, Osona: Joaquim Pecanins i Fàbregas, músic català (m. 1948).[10]
- 1894 - Sabadell: Agustí Borgunyó i Garriga, músic català (m. 1967)[11]
- 1931 - Barcelona: Núria Pompeia, dibuixant, humorista gràfica o ninotaire, periodista i escriptora (m. 2016).[12]
- 1949 - Alcoi: Juli Mira Moya, actor valencià (m. 2024).[13]
- 1957 - València: Carme Portaceli i Roig, directora teatral, coreògrafa, dramaturga, professora a l'Institut del Teatre, directora del TNC.[14]
- 1962 - Alforja: Anna Roig, física catalana, doctora en ciència de materials i investigadora a l'ICMAB-CSIC per a la nanomedicina.[15]
- 1965 - Valls: Pepa Plana, actriu i pallassa catalana.[16]
- 1966 - Barcelona: Núria Pastor Amorós, atleta catalana, especialitzada en curses de fons.
- 1975 - Barcelona: Eva Santolaria, actriu catalana de cinema i televisió.

Resta del món
- 1660 - Palerm, Regne de Sicília: Alessandro Scarlatti, compositor italià (m. 1725).[17]
- 1729 - Szczecin, Polònia: Caterina II la Gran, tsarina de Rússia (m. 1796).[18]
- 1744 - Viena: Marianne von Martines, compositora, pianista i cantant austríaca (m. 1812).[19]
- 1772 - (Oberwiederstedt, Saxònia-Anhalt, Novalis, pseudònim de Georg Friedrich Philipp von Hardenberg, escriptor romàntic, filòsof i enginyer de mines (m. 1801).[20]
- 1856 - Hietzing, Viena: Helene von Druskowitz, filòsofa austríaca (m. 1918).[21]
- 1859 - Walsall, Staffordshire (Anglaterra): Jerome K. Jerome, escriptor humorístic anglès (m. 1927).[22]
- 1860 - Budapest, Hongria: Theodor Herzl, escriptor i periodista jueu (m. 1904).[23]
- 1892 - Breslau, actual Wrocław, Silèsia: Manfred von Richthofen, aviador alemany (m. 1918).[24]
- 1894 - Niagara Falls (Nova York): Norma Talmadge, actriu del cinema mut nord-americà (m. 1957).
- 1903 - Tacoma, Washington: Bing Crosby, cantant, ballarí i actor nord-americà (m. 1977).
- 1906 - Newport, Rhode Island: Aileen Riggin, saltadora i nedadora estatunidenca, medallista olímpica (m. 2002).[25]
- 1909 - Benoni, Gauteng, Sud-àfrica: Rhoda Rennie, nedadora sud-africana que va competir durant els anys vint (m. 1963).[26]
- 1912 - Altona, Hamburg: Axel Springer, editor i empresari alemany (m. 1985).[27]
- 1921 - Calcuta (Índia): Satyajit Ray, cineasta hindú.
- 1924 - Krommenie, Països Baixos: Aafje Heynis, contralt neerlandesa, especialista en lied i música barroca (m. 2015).[28]
- 1933 - Lisboa: Celeste Caeiro, la dona que, el 25 d'abril de 1974, distribuí clavells als militars responsables del cop d'estat que enderrocava Marcelo Caetano, i la revoltà esdevenia, així, la Revolució dels Clavells.[29]
- 1935
  - La Corunya, Galícia, Espanya: Luis Suárez, futbolista i entrenador gallec de futbol.
  - Bornem, Bèlgica: Eddy Pauwels fou un ciclista belga que fou professional entre 1958 i 1966.
  - Bagdad (Iraq): Faisal II (àrab: الملك فيصل الثاني Fayṣal),rei de l'Iraq del 4 d'abril de 1939 fins que fou enderrocat i mort (1958) junt amb altres membres de la família) per un cop d'estat militar, en què es va proclamar la república.[4]
- 1936 - Buenos Aires: Norma Aleandro, actriu, guionista i directora de teatre argentina.[30]
- 1942 - Gant, Bèlgica: Jacques Rogge, president del Comitè Olímpic Internacional.[31]
- 1948 - Los Angeles, Califòrnia, Estats Units: Jeannine Altmeyer, soprano estatunidenca.
- 1955 - Reggio de Calàbria, Itàlia: Donatella Versace, dissenyadora de moda, empresària i actriu italiana, vicepresidenta del grup Versace.[32]
- 1959 - L'Havana: Zoé Valdés, escriptora cubana que ha escrit poesia, novel·la i guions de cinema.
- 1971 - Cuntis: Ana Miranda Paz, política i jurista gallega, que ha estat diputada del BNG al Parlament Europeu.[33]
- 1975
  - Leytonstone, Anglaterra: David Beckham, futbolista britànic.[34]
  - Gongcheng, Guangxi, República Popular de la Xina: Wang Yani, pintora xinesa.
- 1976 - Lørenskog (Noruega): Ine Marie Eriksen Søreide, política noruega que ha estat ministra de defensa i d'afers exteriors.
- 1983 - Nova York: Gaius Charles, actor estatunidenc.
- 1985 - Londres, Regne Unit: Lily Allen, compositora, cantant i actriu anglesa.

## Necrològiques
Països Catalans
- 1743 - Sant Boi de Llobregat: Rafael Casanova i Comes, advocat i polític austriacista, darrer conseller en Cap de Barcelona (1713-1714) (n. 1660?)[35]
- 1934 - la Pobla Llarga, Ribera Alta: Julià Ribera Tarragó, filòleg arabista valencià (n. 1858).[36]
- 1972 - Sabadell: Pere Monistrol i Masafret, fotògraf i futbolista català.
- 1975 - Barcelona: Concepció Badia i Millàs, soprano catalana (n. 1897).[37]
- 1976 - Vilafranca del Penedès: Mercè Plantada i Vicente, soprano catalana (n. 1892).[38]
- 1966 - Barcelona: Miquel Llor, escriptor en català (n. 1894).[39]
- 2000 - 
  - Sabadell: Mercè Sorribas i Elias, locutora de ràdio i actriu catalana.[40]
  - Barcelona, Gretel Ammann, filòsofa, assagista, activista, feminista radical i lesbiana separatista basca (n. 1947).[41]
- 2013 - Reus, Núria Solé i Sanromà, geòloga i palinòloga catalana (n. 1925).[42]
- 2023 - Ruth Porta Cantoni, política balear (n. 1957).

Resta del món
- 373 - Alexandria, Província romana d'Egipte: Sant Atanasi d'Alexandria, patriarca d'Alexandria i Doctor de l'església (n. ca. 293).[43]
- 1519 - Senyoria d'Amboise, Regne de França: Leonardo da Vinci, científic i artista renaixentista italià (n. 1452).[44]
- 1808
  - Madrid: Luis Daoíz y Torres, militar espanyol, destacat per la seva participació en l'aixecament del 2 de maig de 1808 de la Guerra del Francès.
  - Madrid: Pedro Velarde y Santillán, militar espanyol, destacat per la seva participació en l'aixecament del 2 de maig de 1808 de la Guerra del Francès.
- 1817 - Gotha (Alemanya): Justus Perthes, editor especialitzat en mapes (n. 1749).
- 1857 - París, França: Alfred de Musset, poeta francès (n. 1810).[45]
- 1912 - Santander, Cantàbria, Espanya: Marcelino Menéndez Pelayo, filòleg i crític literari espanyol (n. 1856).[46]
- 1921 - París: Edma Morisot, pintora francesa, pionera del moviment impressionista.[47]
- 1924 - Sant'Anastasia: Anna Palm de Rosa, artista i pintora paisatgista sueca (n. 1859).[48]
- 1945 - Berlín (Alemanya): Martin Bormann, polític i militar alemany, cap de la cancelleria del Tercer Reich i secretari d'Adolf Hitler (n. 1900).[4]
- 1957 - Bethesda (Maryland), EUA: Joseph McCarthy, polític estatunidenc (n. 1908).[49]
- 1964 - Lincolnshire, Anglaterra: Nancy Astor, política britànica, primera dona a ocupar un escó en la Cambra dels Comuns del Parlament Britànic (n. 1879).[50]
- 1969 - Sasbach, Baden-Württemberg, RF Alemanya: Franz von Papen, polític alemany (n. 1879).[51]
- 1972 - Washington DC, Estats Units d'Amèrica: John Edgar Hoover, fundador del Federal Bureau of Investigation (FBI) (n. 1895).[52]
- 1979 - Bèrgam (Itàlia): Giulio Natta, químic italià, Premi Nobel de Química de l'any 1963 (n. 1903).[53]
- 1997 -
  - Locarno, Suïssa: John Carew Eccles, metge australià i Premi Nobel de Medicina o Fisiologia de 1963 (n. 1903).[54]
  - Syosset, Nova York (EUA): Alfred Hershey, químic i bacteriòleg estatunidenc, Premi Nobel de Medicina o Fisilogia de l'any 1969 (n. 1908).[55]
  - Brasília, Brasil: Paulo Freire, pedagog i educador brasiler (n. 1921).[56]
- 1998 - Londres, Regne Unit: Justin Fashanu, futbolista, se suïcida, víctima de reaccions homofòbiques després de la seva sortida de l'armari (n. 1961).[57]
- 2002 - Torrelaguna: Rosa García Ascot, compositora i pianista espanyola, membre del Grup dels vuit (n. 1902).[58]
- 2011 - Abbottabad, Pakistan: Ossama bin Laden, fundador i líder de l'organització gihadista sunnita al-Qaida assassinat per un comando de tropes estatunidenques (n. 1957).[59]
- 2015 -
  - Londres, Anglaterra: Ruth Rendell, escriptora anglesa (n. 1930).[60]
  - Múnic, Alemanya: Maia Plissétskaia, ballarina de dansa clàssica d'origen rus i nacionalitzada espanyola el 1993 (n. 1925).[61]
- 2017 - Grimsby, Lincolnshireː Norma Procter, contralt britànica (n. 1928).[62]

## Festes i commemoracions
- Dia de la Comunitat de Madrid, Mare de Déu d'Araceli
- Onomàstica:
  - Sant Atanasi d'Alexandria, bisbe;
  - Secundi d'Abula, bisbe;
  - Borís I de Bulgària, sant[63]
  - Germà d'Alexandria, màrtir
  - Fèlix de Sevilla, màrtir del s. IV;
  - Germà d'Escòcia, missioner;
  - Wiborada, monja màrtir;
  - beata Mafalda de Portugal i de Barcelona, infanta i monja (fins al 1969);
  - sant José María Rubio Peralta, prevere jesuïta;
  - Ambròs i Simplici de Sant Joan de les Abadesses, màrtirs llegendaris al s. VIII;
  - Trasllat de les relíquies de sant Adalbert I d'Ostrevent.